# Tacoma Speedway
Der Tacoma Speedway, auch Pacific Speedway oder Tacoma-Pacific Speedway, war eine Motorsport-Rennstrecke in Tacoma im Bundesstaat Washington in den USA. Die von 1912 bis 1922 genutzte Anlage war ein Board-Oval mit einer Oberfläche aus Holzlatten.

## Geschichte

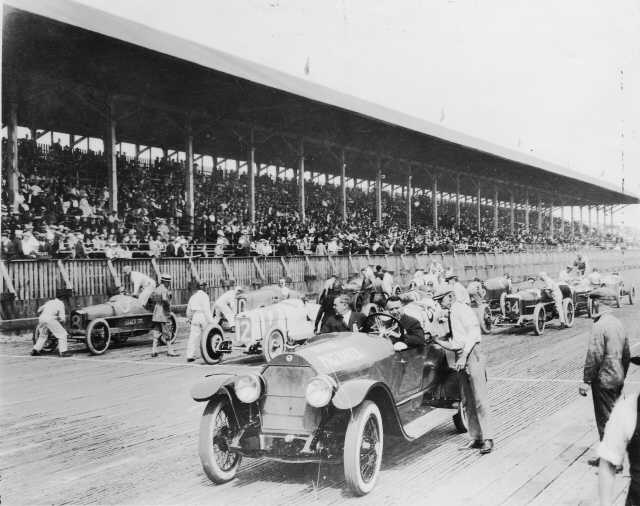
Rennstart 1922 zum letzten Rennen auf dem Tacoma Speedway

1912 wurden erste Autorennen auf einem 5 Meilen langen, Tacoma Road Race Course genannten Dirttrack bei Tacoma durchgeführt. Nach zwei Verkürzungen entstand 1914 das Layout des Kurses, der im Folgejahr auch als Board-Oval mit überhöhten Kurven ausgebaut wurde.
Zwischen 1912 und 1920 fanden jährlich Rennen zur nationalen Automobilmeisterschaft der Vereinigten Staaten auf dem Tacoma Speedway statt. Sieger waren unter anderem Louis Chevrolet, Earl Cooper, Eddie Rickenbacker, Tommy Milton, Ralph Mulford und Teddy Tetzlaff.
1920 wurde die Haupttribüne nach einem Feuer nach Brandstiftung neu erbaut und der Kurs ausgebaut. 1922 schloss die Anlage nach finanziellen Schwierigkeiten und wurde in den Folgejahren in einen Flugplatz umgewandelt. Während des Zweiten Weltkrieges wurde das Gelände als Versorgungsdepot von der United States Navy genutzt. Heute befinden sich auf dem Areal der Campus des Clover Park Technical College und zu Lakewood, Washington gehörende Gewerbeflächen.